# Christian Prudhomme
Christian Prudhomme (Parigi, 11 novembre 1960) è un giornalista francese, direttore generale del Tour de France dal 2007.
Prudhomme ha studiato all'École supérieure de journalisme di Lilla dal 1983 al 1985 per poi intraprendere la carriera di giornalista professionista.
Ha lavorato per RTL Group, Réseau France Outre-mer, La Cinq, La Chaîne Info, L'Équipe TV e France Télévisions, dove ha commentato le dirette del Tour de France con l'ex professionista Bernard Thévenet.
Dopo tre anni nel ruolo di assistente di Jean-Marie Leblanc, nel 2007 è diventato direttore generale della corsa a tappe francese. Dal 2008 è inoltre vicepresidente della Ligue nationale de cyclisme.